# لایف هوسته
لایف هوسته (اسپانیایی: Leif Hoste‎؛ زادهٔ ۱۷ ژوئیهٔ ۱۹۷۷) دوچرخه‌سوار اهل بلژیک است.